# Сисианский район
Сисианский район — административно-территориальная единица в составе Армянской ССР и Армении, существовавшая в 1930—1995 годах. Центр — Сисиан.

## История
Сисианский район был образован в 1930 году.  
Упразднён в 1995 году при переходе Армении на новое административно-территориальное деление. Территория района вошла в состав Сюникской области.

## География
На 1 января 1948 года территория района составляла 1719 км². 

## Административное деление
По состоянию на 1948 год район включал 26 сельсоветов: Агудийский, Ангехакотский, Аравусский, Ахкендский, Ахлатянский, Ацаванский, Базарчайский, Барцраванский, Борисовский, Брнакотский, Вагудийский, Дарбасский, Дастакертский, Кизилджукский, Лернашенский, Лценский, Салвардский, Сарнакункский, Сисианский, Спандарянский, Софлинский, Толорсский, Узский, Шагатский, Шакийский.